# Valmiki
Valmiki (pronunțat [vɑːlˈmiːki]) a fost un preot hindus și un poet din care a avut un rol foarte important în literatura indiană. Ramayana, care datează din secolul al V-lea î. Hr. este cea mai cunoscută operă literară a lui. Conform tradiției hinduse, el este considerat un avatar al zeului Brahma.

## Viața sa timpurie
Valmiki s-a născut în orașul Radnakkaradah, într-o zi, l-a cunoscut pe înțeleptul Narada, care l-a întrebat care este datoria lui. Uimit de cuvintele lui Narada, Ratnakara a început să scandeze cuvântul „mara“, care înseamnă „a ucide“ sau „a omorî“.